# Červená Voda (Ústí nad Orlicí-i járás)
Červená Voda település Csehországban, az Ústí nad Orlicí-i járásban. Červená Voda Štíty, Malá Morava, Písařov, Králíky, Výprachtice, Orličky és Čenkovice településekkel határos. Lakosainak száma 3007 fő (2024. január 1.).

## Népesség
A település lakosságának változását az alábbi diagram mutatja:
| Lakosok száma | 7852 | 7599 | 5377 | 2908 | 3056 | 3227 | 3003 | 3018 | 2927 | 3007 |
|               | 1869 | 1890 | 1921 | 1950 | 1980 | 2001 | 2017 | 2019 | 2022 | 2024 |